# المرزاقة
حي المرزاقة ==
المرزاقة هو حي سكني تابع لبلدية حاسي خليفة، الواقعة في ولاية الوادي بالجنوب الشرقي من الجزائر. يُعرف الحي بنشاطه الاجتماعي والتجاري، ويُعد من بين أبرز أحياء البلدية.

### الموقع الجغرافي
يقع حي المرزاقة ضمن النطاق الحضري لبلدية حاسي خليفة، التي تبعد حوالي 30 كيلومترًا شرق مدينة الوادي، عاصمة الولاية. يُعتبر الحي جزءًا من النسيج العمراني للبلدية، ويحده عدد من الأحياء الأخرى مثل حي عَمرةمن الجنوب وبوقصيصيعة من الشمال وصحن بري من الشرق  وحي المقرن من الغرب

### البنية التحتية والخدمات
شهد حي المرزاقة تطورًا في البنية التحتية خلال السنوات الأخيرة. في عام 2021، تم تسليم سوق الخضر والفواكه الجديد في الحي، والذي يُعد من المشاريع التنموية المهمة التي تهدف إلى تحسين الخدمات التجارية للسكان
سوق الخضر والفواكه - المرزاقة بلدية حاسي خليفة، فيسبوك]

### الحياة الاجتماعية
يتميز حي المرزاقة بنشاط اجتماعي ملحوظ، حيث تُنظم فيه العديد من الفعاليات والمناسبات التي تعكس روح التعاون والتضامن بين السكان. وتُعتبر مجموعات الفيسبوك مثل "شباب المرزاقة" من المنصات التي تُسهم في تعزيز التواصل بين أفراد المجتمع المحلي.   
[ مجموعة شباب المرزاقة، فيسبوك]

### صور توضيحية

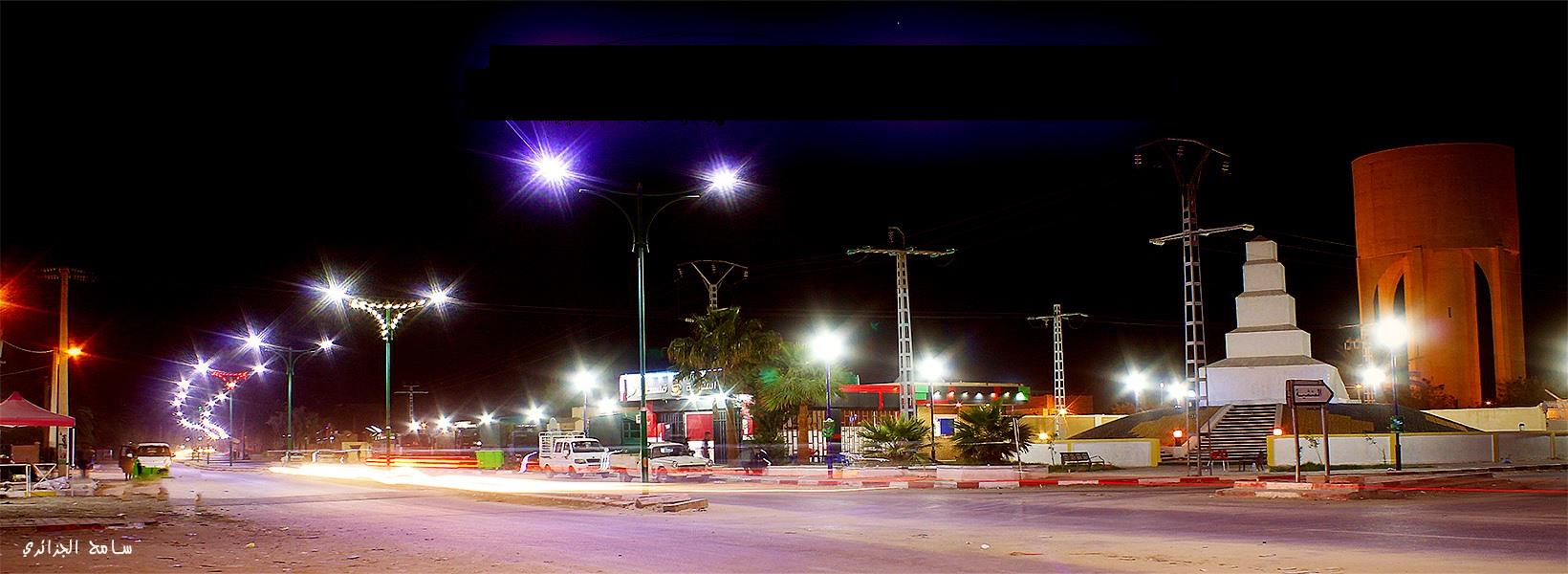
حي المرزاقة في بلدية حاسي خليفة، ولاية الوادي، الجزائر

خريطة مبسطة لحي المرزاقة

### التحديات والاهتمامات
رغم التطورات التي شهدها الحي، إلا أن السكان يواجهون بعض التحديات المتعلقة بالخدمات الأساسية والبنية التحتية. وقد أبرزت تقارير إعلامية محلية هذه الانشغالات، مما يعكس اهتمام السكان المستمر بتحسين مستوى المعيشة في الحي.تقرير صدى الشعب عن حي المرزاقة، يوتيوب